# Сен-Пурсен-сюр-Бебр
Сен-Пурсе́н-сюр-Бебр (фр. Saint-Pourçain-sur-Besbre) — коммуна во Франции, находится в регионе Овернь. Департамент коммуны — Алье. Входит в состав кантона Домпьер-сюр-Бебр. Округ коммуны — Мулен.
Код INSEE коммуны — 03253.

## Население
Население коммуны на 2008 год составляло 417 человек.
| 1962 | 1968 | 1975 | 1982 | 1990 | 1999 | 2008 |
| ---- | ---- | ---- | ---- | ---- | ---- | ---- |
| 415  | 467  | 477  | 448  | 423  | 426  | 417  |

## Экономика
В 2007 году среди 279 человек в трудоспособном возрасте (15—64 лет) 209 были экономически активными, 70 — неактивными (показатель активности — 74,9 %, в 1999 году было 67,0 %). Из 209 активных работали 188 человек (109 мужчин и 79 женщин), безработных было 21 (7 мужчин и 14 женщин). Среди 70 неактивных 17 человек были учениками или студентами, 29 — пенсионерами, 24 были неактивными по другим причинам.

## Достопримечательности
- Замок Тури
- Парк аттракционов Le PAL